# Gravelotte
Gravelotte är en kommun i departementet Moselle i regionen Grand Est (tidigare regionen Lorraine) i nordöstra Frankrike. Kommunen ligger 15 km väster om Metz i kantonen Ars-sur-Moselle som tillhör arrondissementet Metz-Campagne. År 2022 hade Gravelotte 813 invånare.

## Slaget vid Gravelotte

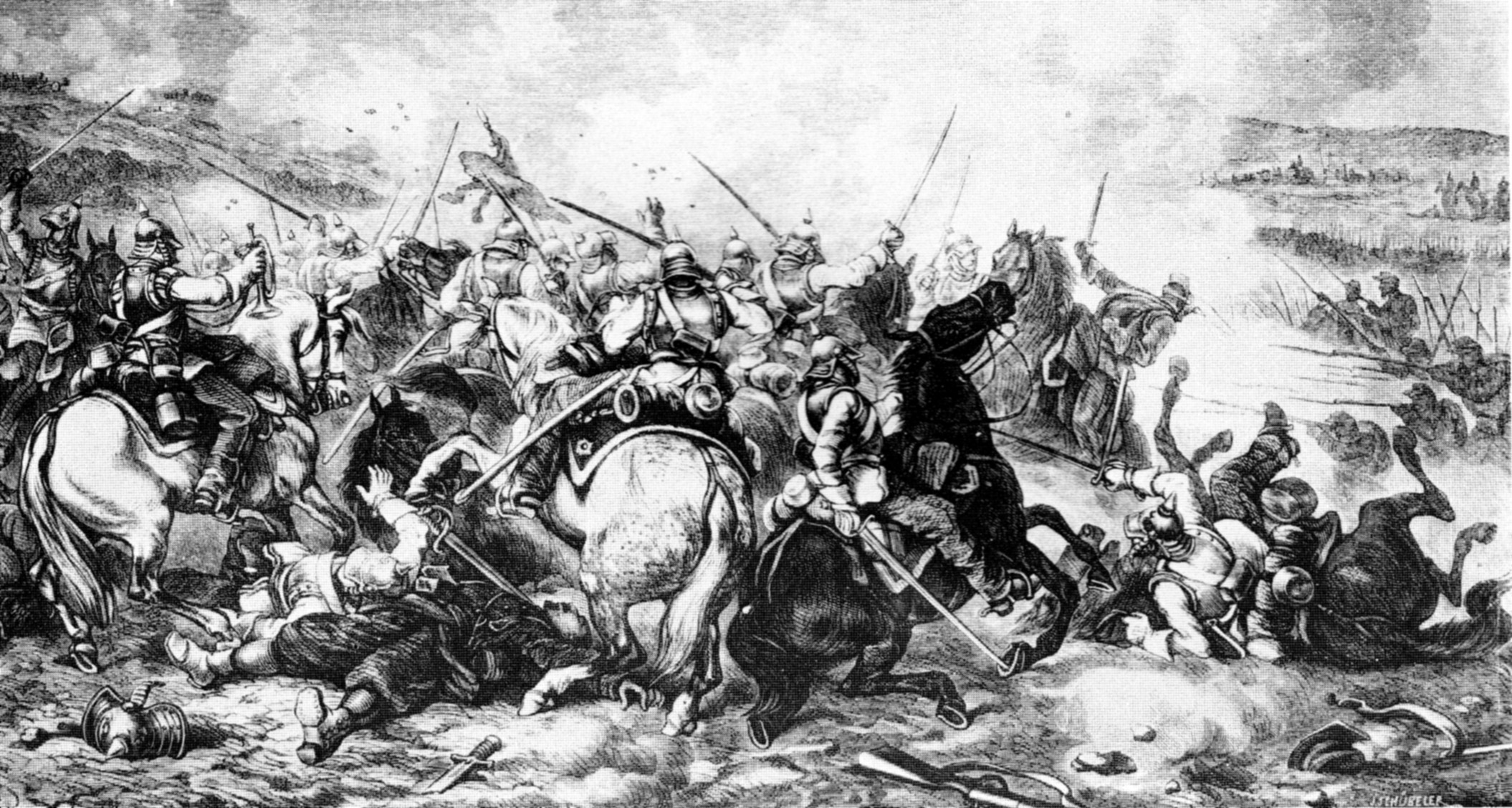
Målning av slaget vid Gravelotte

Gravelotte blev känt som skådeplats för slaget vid Gravelotte den 18 augusti 1870 mellan tyskarna under kung Wilhelm av Preussen och fransmännen under marskalk Bazaine. Det var det avgörande slaget i operationsskedet i fransk-tyska kriget 1870-71.
Fransmännen hade retirerat till Metz och tänkte fortsätta återtåget men de blev stoppade av tyskarna. På tysk sida fanns det 110.000 man och 600 pjäser, på fransk sida 84.000 man och 400 pjäser. Fransmännen hade de bästa positionerna varifrån de kunde skjuta mot de tyska ställningarna. Då Saint Privat föll blev dock fransmännens position ohållbar och de tvingades kapitulera.
Vid fredsfördraget tillföll Gravelotte och grannkommunerna Tyskland i utbyte mot Belfort som styckades av från Alsace och behölls av Frankrike.
Slaget vid Gravelotte har gett upphov till det franska uttrycket: "ça tombe comme à Gravelotte" (ordagrant "de faller som i Gravelotte") vilket betyder "det regnar mycket".

## Befolkningsutveckling
Antalet invånare i kommunen Gravelotte
| Referens: INSEE |